# Ministère de l'Intérieur (République dominicaine)
Le ministère de l'Intérieur et de la Police (espagnol : Ministerio de Interior y Polícia) est le ministère de l'Intérieur de la République dominicaine. Il est situé à Saint-Domingue, capitale du pays. Son ministre est, depuis mars 2011, José Ramón Fadul, nommé par le président Leonel Fernández et reconduit par Danilo Medina, le 16 août 2012.

## Histoire
Le ministère de l'Intérieur et de la Police est créé par la Constitution politique de 1844 : il est alors dénommé Secrétariat d'État de l'Intérieur, la Police et l'Agriculture. En 1927, il comprend, en plus de l'Intérieur et de la Police, la Guerre et la Marine. Ces deux derniers secteurs lui sont retirés en 1938 (Loi 1477). En 1959, il est appelé Secrétariat d'État de l'Intérieur et des Cultes. La loi 575 de 1965 le transforme simplement en Secrétariat d'État de l'Intérieur, laissant pour quelques mois la police sous celui des Forces armées. Par le décret 56-10 du 8 février 2010 qui introduit l'appellation « ministre », le Secrétariat d'État de l'Intérieur et de la Police devient ministère.